# Night Girl
Night Girl (Lydda Jath) è un personaggio immaginario nel XXX secolo dell'Universo DC. È un membro della Legione degli Eroi Sostituti, e membro della recente versione della Legione dei Supereroi. Comparve per la prima volta in Adventure Comics n. 306 (marzo 1963).

## Biografia del personaggio

### Pre-Crisi
Night Girl è una nativa del pianeta Kathoon, un mondo in perpetua oscurità, scaldato da una fonte di calore interna. Lydda possiede la superforza, donatale da suo padre, uno scienziato, ma la può utilizzare solo all'ombra o al buio. I suoi poteri divengono negativi in presenza di ultravioletti.
Nella continuità pre-Ora zero, tentò senza successo di far parte della Legione dei Supereroi. La respinsero sulla base che i suoi poteri funzionavano solo di notte, e che quindi erano inutili. Dopo aver incontrato il compagno respinto della Legione Polar Boy, divenne un membro fondatore della Legione degli Eroi Sostituti. Avere dei poteri con una tale limitazione, spinse Night Girl a praticare arti marziali, disciplina in cui divenne molto abile. Poi si invaghì di Cosmic Boy, che fu la ragione  che la spinse a lasciare Kathoon e tentare di entrare nella Legione. Lei fu la sola tra i Sostituti, che riuscì ad evitare le comiche stigmate a bolla che afflissero i suoi compagni. Durante i racconti di TMK 5YG, lei e Cosmic Boy si sposarono ed ebbero un figlio di nome Pol (chiamato così in ricordo del supereroe caduto Magnetic Kid, fratello di suo padre) e si stabilirono sul suo vecchio pianeta quando suo marito riformò la Legione. Nelle storie della Legione adulta, Night Girl (ora Night Woman) e Cosmic Man sono sposati, e hanno un figlio.

### Post-Ora Zero
Nella continuità post-Ora Zero, Night Girl comparve solo due volte: prima in Legionnaires n. 43, dove fu respinta di nuovo ai provini per far parte della Legione, ed entrò a far parte della Legione degli Eroi Sostituti. Si accenna in una continuità precedente, che se non avesse saputo che Cosmic Boy era in missione segreta non avrebbe neanche fatto il tentativo.
Poi la si vide nel pannello di Legionnaires n. 49, quando lei e Polar Boy parlavano del fatto che i Sostituti avevano davanti a loro una lunga strada da fare prima di potere andare in missione veramente.

### Terza versione
Night Girl comparve nei provini per entrare nella Legione, e come prova dovette scontrarsi con Cosmic Boy. Alla fine fu inserita nelle riserve della squadra.

### Post-Crisi Infinita
Gli eventi della miniserie Crisi infinita ricostituirono una continuità simile a quella della Legione dei Supereroi pre-Crisi sulle Terre infinite, come visto nella storia The Lightning Saga in Justice League of America e in Justice Society of America, e in Superman e la Legione dei Supereroi in Action Comics. Niht Girl fu inclusa nei numeri di queste serie. La sua relazione con Rokk Krinn non sbocciò mai nel pieno romanticismo, in quanto Cosmic Boy affermò di aver scelto di sacrificare la sua possibilità di una vita privata per consentire ai suoi migliori amici Saturn Girl e Lightning Lad di averne una insieme.

## Poteri e abilità
Night Girl possiede una superforza ed una resistenza pari a quella di Superboy o Mon-El (sebbene non arrivi ai livelli kryptoniani), ma solo in presenza di oscurità o in piena ombra. I suoi poteri svaniscono all'istante quando viene a contatto diretto con la luce solare.
Uccidere (o al limite ferire in modo grave) creature fatte di ombra tangibile sembra permetterle di assorbire temporaneamente la loro essenza e di convertirla in superforza.
Dato che i suoi superpoteri sono spesso inutilizzabili, si allenò strenuamente nella lotta corpo a corpo ed è una caparbia lottatrice.

## Altri media
Night Girl comparve in due episodio della serie animata Legion of Super Heroes, Lightning Storm e The Sobstitute. Non pronunciò alcuna battuta in entrambi gli episodi.